# Bone Gap, Illinois
Bone Gap je vas v Okrožju Edwards v ameriški zvezni državi Illinois.
Po popisu prebivalstva iz leta 2000 v naselju živi 272 ljudi na 1,6 km².